# 卡米洛特湖 (伊利諾伊州)
卡米洛特湖（英語：Lake Camelot）是位於美國伊利諾伊州皮奧里亞縣的一個人口普查指定地區。

## 地理
卡米洛特湖的座標為40°37′50″N 89°44′32″W / 40.63056°N 89.74222°W，而該地最高點為海拔高度187米（即614英尺）。

## 人口
根據2010年美國人口普查的數據，卡米洛特湖的面積為9.20平方千米，當中陸地面積為8.70平方千米，而水域面積為0.50平方千米。當地共有人口1686人，而人口密度為每平方千米183.26人。